# Macerata (stad)
Macerata is een stad in de Italiaanse regio Marche. De stad ligt 30 kilometer landinwaarts op een heuveltop tussen de twee belangrijkste dalen van de gelijknamige provincie: het Valle del Chieti en Valle del Potenza.
Macerata heeft een van de oudste (1290) universiteiten van Italië, de Università degli Studi di Macerata. De stad telt vele monumenten waaronder het bijzondere openluchttheater Sferisterio uit 1819, geïnspireerd op de bouwwerken van Andrea Palladio. Het Piazza della Libertà is het hart van de stad. Hier staan onder andere de universiteit, het theater, de 15de-eeuwse toren Torre Civica en de Loggia dei Mercanti.
In de stad bevindt zich de bisschoppelijke zetel en de kathedrale kerk van het bisdom Macerata-Tolentino-Recanati-Cingoli-Treia.

## Galerij

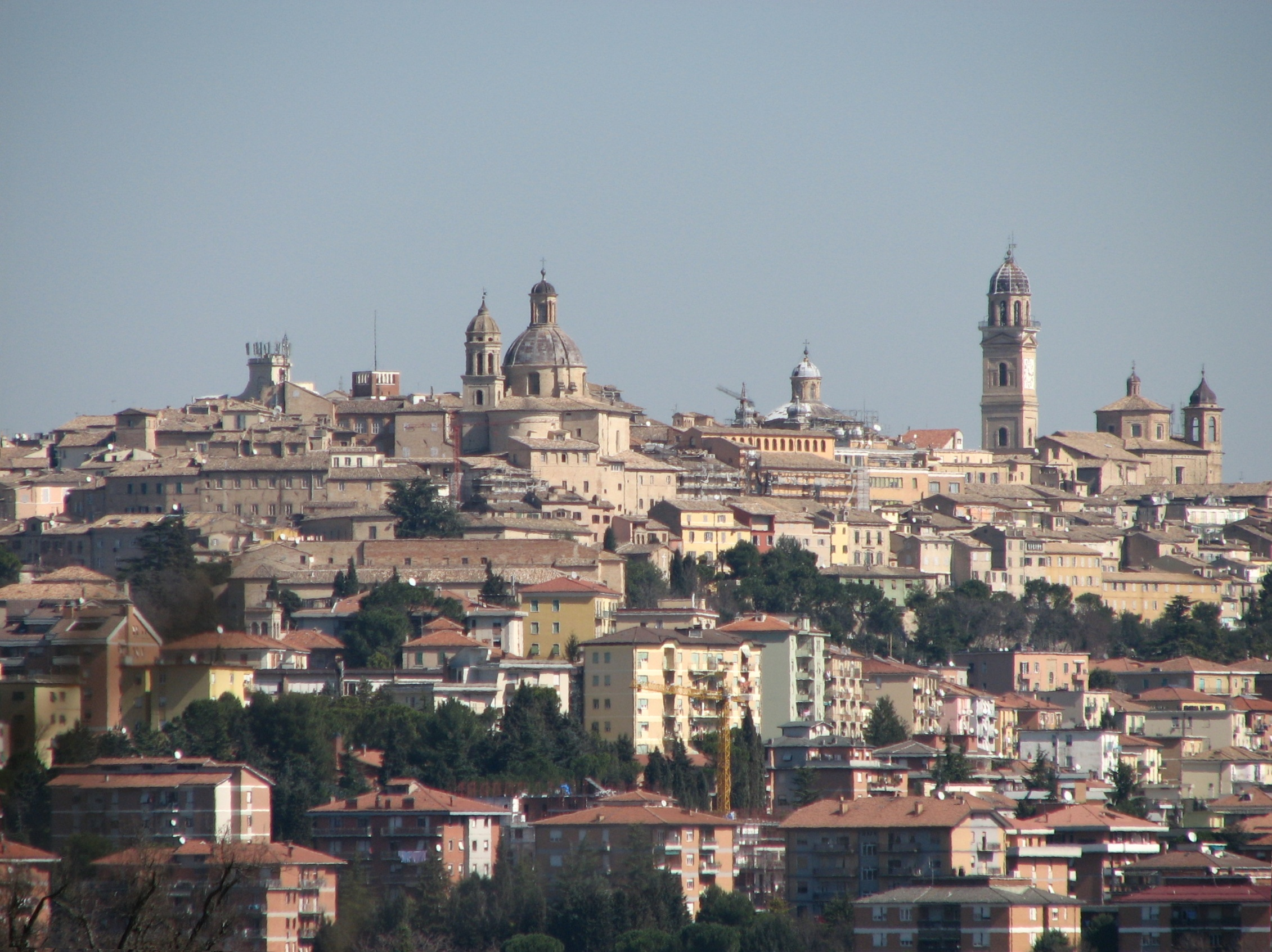
Stadsgezicht (2010)
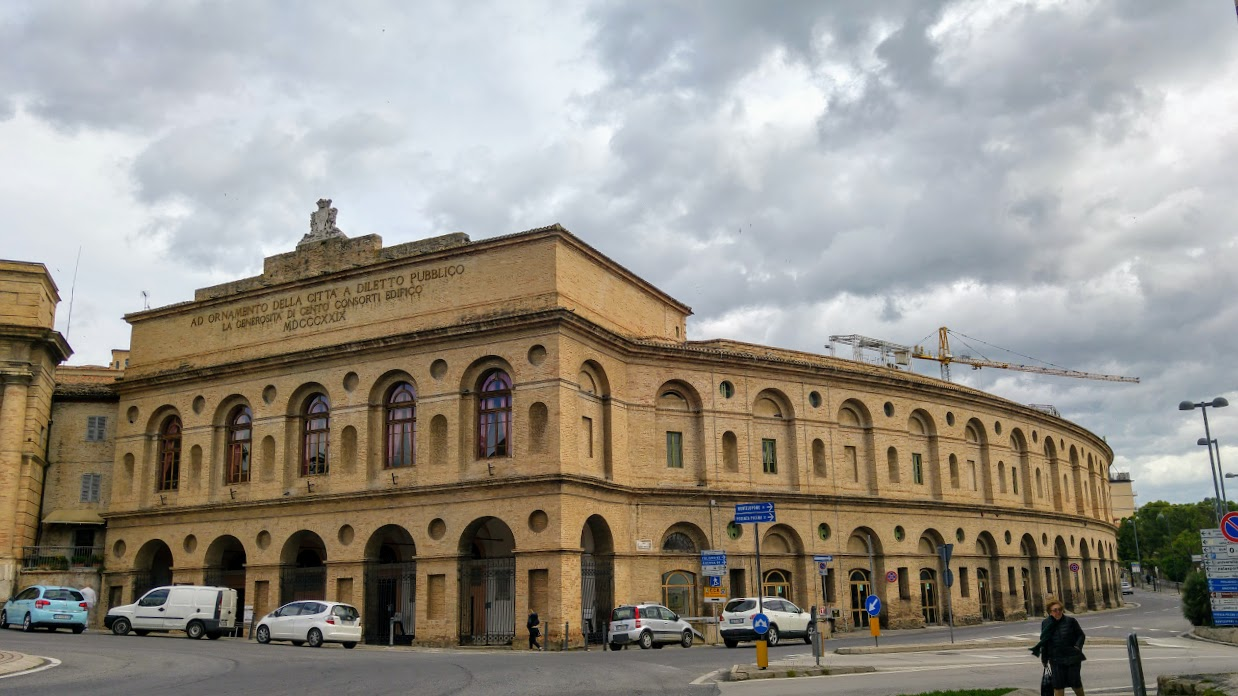
Sferisterio
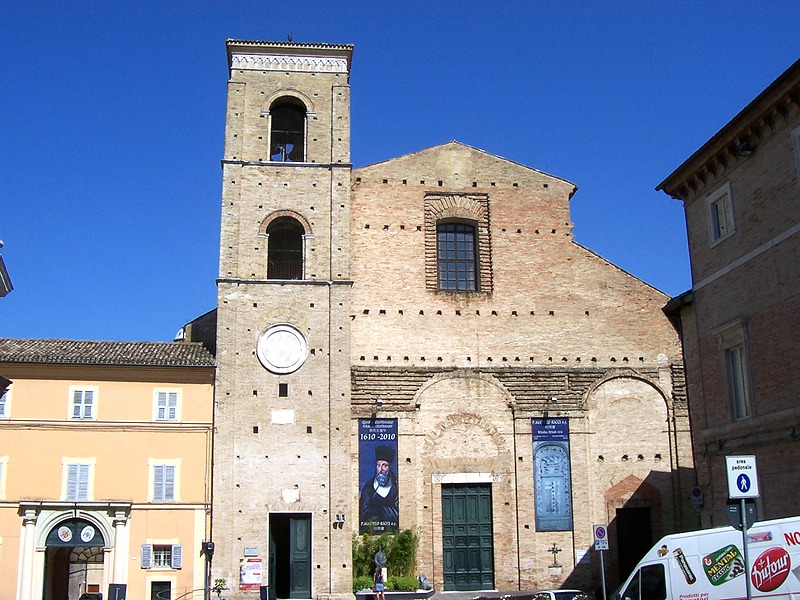
Cattedrale di San Giuliano
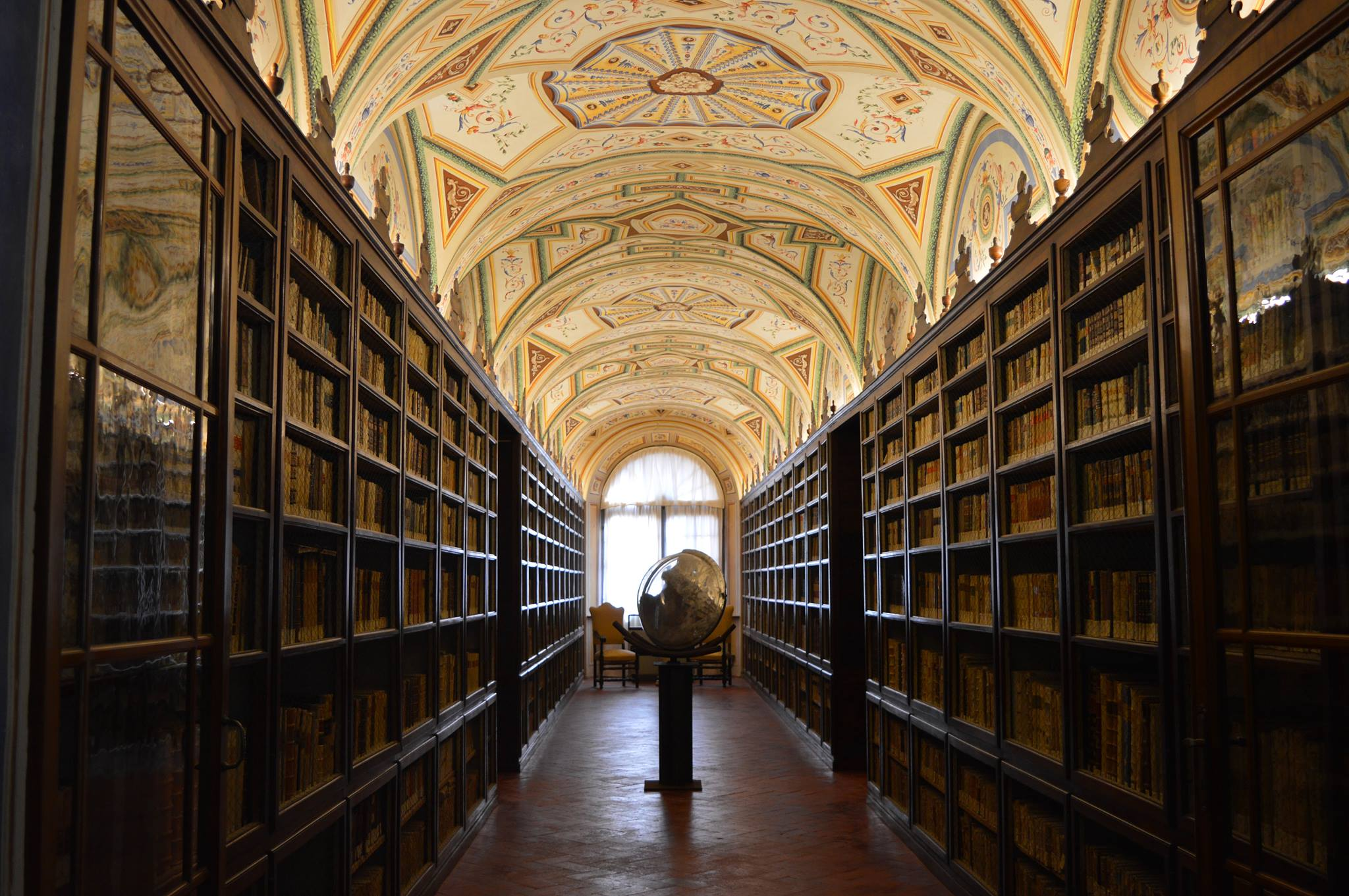
Biblioteca comunale Mozzi Borgetti

## Geboren
- Matteo Ricci (1552-1610), jezuïet, missionaris in China
- Giuseppe Asclepi (1706-1776), astronoom
- Giuseppe Tucci (1894-1984), oriëntalist
- Sante Monachesi (1910-1991), schilder en beeldhouwer
- Dante Ferretti (1943), production designer, artdirector en kostuumontwerper
- Laura Boldrini (1961), journalist, VN-functionaris, schrijfster en politica
- Camila Giorgi (1991), tennisster
- Eleonora Ciabocco (2004), wielrenster

## Partnersteden
- Kamëz (Albanië)